# Brodenbach
Brodenbach là một xã thuộc huyện Mayen-Koblenz bang Rheinland-Pfalz, phía tây nước Đức. Xã Brodenbach có diện tích 9,64 km², dân số thời điểm ngày 31 tháng 12 năm 2006 là 661 người.